# 西班牙国家官方公报
《国家官方公报》（简称BOE）是西班牙政府的官方出版物，其内容涉及公眾利益的诸多信息，如法律法規、拍卖公告和政府机关录用考试信息等。

## 历史
《国家官方公报》的历史可以追溯到1661年。在1697年-1936年间，它的官方名称为《马德里公报》。1936年的内战爆发后，它更为现名。2009年以后，它仅发行电子版。
2008年2月8日，第181/2008号皇家法令规定，《国家官方公报》是西班牙王国的官方出版物，是西班牙政府发布议会批准的法律、法规以及其他法案的重要途径。